# مواقيت العبادة
مواقيت العبادة في الممارسة المسيحية تحدد تقسيمات اليوم من حيث أوقات الصلاة المحددة على فترات منتظمة. كتاب المواقيت وخاصة كتاب الصلوات اليومية يحتوي عادة على نسخة أو مجموعة مختارة من هذه الصلوات.